# Сигізмунд (король бургундів)
Сигізмунд (д/н — 524) — король бургундів у 516—524 роках.

## Біографія

### Молоді роки
Старший син Гундобада, короля бургундів. У 493 році було влаштовано політичний шлюб, внаслідок чого Сигізмунд оженився на Остроготі, доньці остготського короля Теодориха Великого. У 497 році таємно перейшов до католицтва (обряд провів Авіт, єпископ В'єннський).
У 507 році під час війни франків з вестготами війська бургундів під командуванням Сигізмунда підійшли на допомогу до Хлодвіга. У вирішальній битві при Вує (неподалік Пуатьє) вестготи були розбиті, Аларіх II загинув, його син Амаларіх відступив до Іспанії. Після цього Сигізмунд разом з сином франкського короля Теодоріхом зайняв внутрішні райони Аквітанії. У 508—509 роках воював з остготами за Септиманію. В результаті зазнав поразки й відступив від Німу і Каркассону.
У 515 році Сигізмунд засновує абатство святого Маврикія, на місці вівтаря, де спочивали рештки цього святого, і робить його місцем паломництва численних віруючих. Починаючи з цього часу, Сигізмунд офіційно відходить від аріанства і стає ревним прихильником католицтва, постійно намагаючись схилити до нової віри своїх одноплемінників.

### Правління
У 516 році після смерті батька стає володарем Бургундського королівства. У 517 році Сигізмунд, після смерті своєї першої дружини з династії Амалів, одружується вдруге. Відносини старшого сина Сигізмунда Сігеріха і мачухи не склалися.

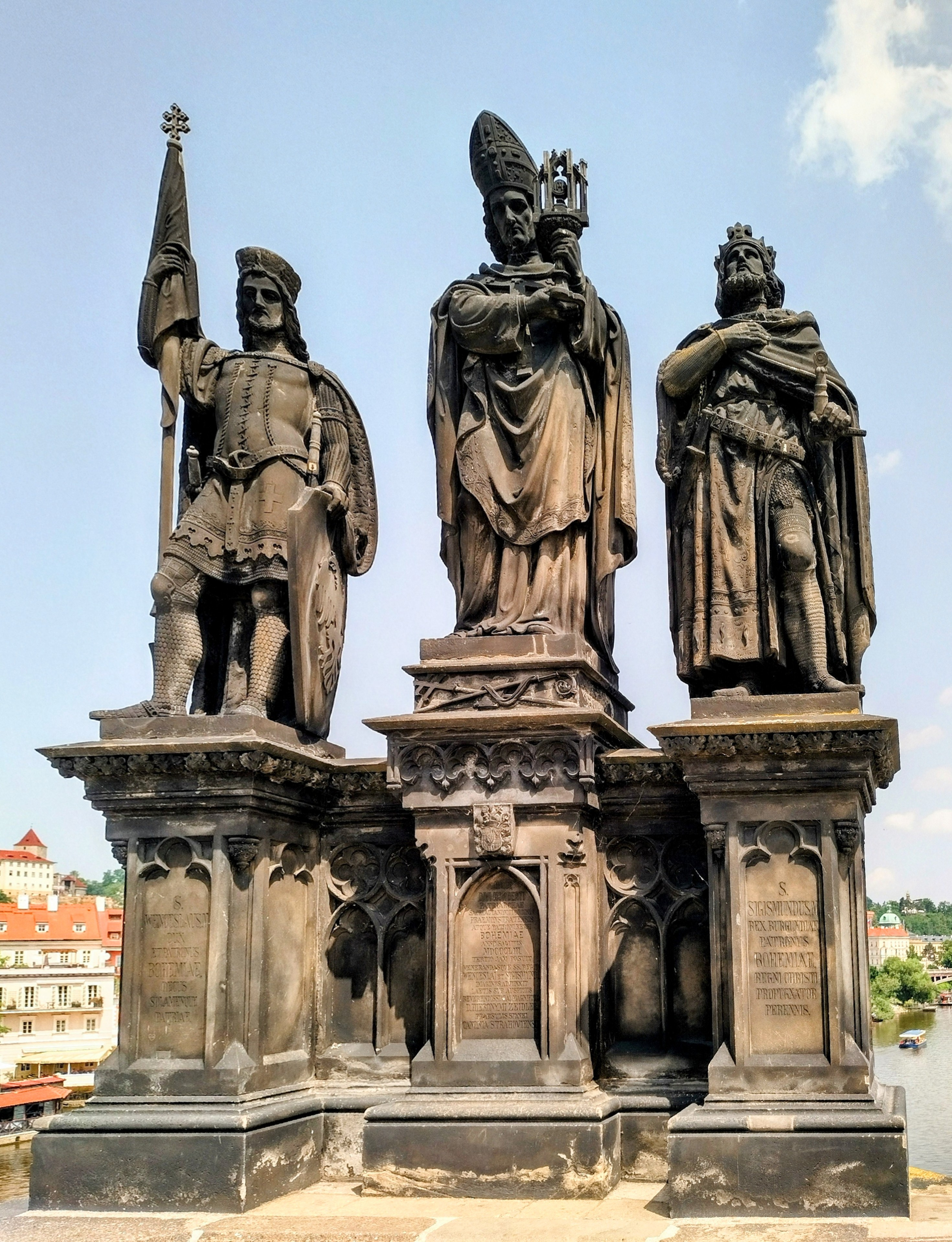
Святі Норберт, Вацлав і Сигізмунд (Карлів міст, Прага)

Водночас сприяв переходу бургундів до католицтва. При цьому вбачав в католицькій церкві опору королівської влади у протистоянні з могутніми феодалами. Разом з цим продовжив батьківську політику зі зміцнення контактів з Візантійською імперією. Як і батько, отримав від імператора Анастасія I почесну посаду magister militum Galliae (військового магістра Галлії) і титул патрикія. 517 року провів церковний собор в Епаоні, де було закріплено союз між королем і католицьким духівництвом. У 518 році стосунки з Візантією погіршилися, оскільки новий імператор Юстин I вбачав в Остготському королівстві союзників, тоді як Сигізмунд розглядав остготів як суперників, що заважають його королівству отримати вихід до моря.
У 522 році після того, як Сігеріх в черговий раз образив свою мачуху, Сигізмунд, почекавши, коли той нап'ється п'яним і піде спати, наказав своїм слугам його задушити. Пізніше він, каючись у скоєному, на деякий час пішов у монастир Святого Маврикія і там намагався замолити свій гріх. У тому ж році Сигізмунд видав свою дочку Суавеготу заміж за свого союзника Теодоріха I, короля Австразії. На думку більшості дослідників, це весілля відбулося до вбивства Сігеріха. Тому, можливо, останній загинув на початку 523 року.
Вбивство Сігеріха послужило формальним приводом для вторгнення франків до Бургундського королівства в 523 році. Франкські королі Хлодомир, Хільдеберт I і Хлотар I були стриєчними братами Сігеріха. Проти Сигізмунда також виступили остготи, що перетнули річку Дуранс. Франки розгромили Сигізмунда і його брата Годомара. Сигізмунд намагався втекти, але був узятий в полон і запроторений за ґрати, разом з родиною його утримували в околиці Орлеана. Незабаром брат Годомар II завдав поразки франкам. У відповідь на це 1 травня 524 року Хлодомир стратив Сигізмунда, його дружину і двох синів, а їхні трупи кинув в колодязь близько Колумна, села в околицях Орлеана. 535 року його рештки було витягнуто з колодязя. Згодом Сигізмунда було канонізовано і визнано святим.

## Родина
1.Дружина — Острогота, донька Теодориха, короля остготів
Діти:
- Гізальд (д/н—524)
- Гундобад (д/н—524)
- Сігеріх (494/495—522/523)
- Суавегота, дружина Теодоріха I, короля Австразії

2. Дружина — невідома
дітей не було